# Don’t Stand So Close to Me
Don’t Stand So Close to Me ist ein Lied der britischen Rockband The Police, das im September 1980 als Single aus ihrem dritten Album Zenyatta Mondatta ausgekoppelt wurde.

## Entstehung und Veröffentlichung
Getextet und komponiert wurde das Lied von Police-Frontmann Gordon Sumner (Sting). Für die Produktion zeichneten alle Police-Mitglieder sowie Nigel Gray verantwortlich.
Die Erstveröffentlichung von Don’t Stand So Close to Me erfolgte als Single am 19. September 1980 bei A&M Records. Diese erschien als 7″-Single mit der B-Seite Friends (Katalognummer: AMS 7564). Am 3. Oktober 1980 erschien das Lied als Teil des dritten Police-Studioalbums Zenyattà Mondatta (Katalognummer: AMLH 64 831). Im Folgejahr erschienen zudem in den Vereinigten Staaten auch 7″-Singleausführungen mit den B-Seiten A Sermon (Katalognummer: A&M 2301-S) und De Do Do Do De Da Da Da (Katalognummer: A&M PR-4401). 1986 nahm die Band das Lied nochmals neu für das Best-of-Album Every Breath You Take: The Singles auf (Katalognummer: A&M 393902-1). Diese Version erschien am 29. September 1986 auch als Single (Katalognummer: A&M 390 133-7).

## Inhalt

### Liedtext
Das Lied handelt von gemischten Gefühlen wie Lust, Angst und Schuld, in die eine Schülerin und ihr Lehrer verstrickt sind, und von Neid und Aggression unter Mitschülern und Lehrern. Die Zeile „Just like the old man in that book by Nabokov“ spielt auf Vladimir Nabokovs Roman Lolita an. Sting dazu: „Es gab eine Menge Leute, die sagten: ‚Was für ein überheblicher Wichser, er hat Nabokov in einem Popsong erwähnt‘, aber es schrieben auch viele Leute: ‚Was ist ein Nabokov?‘“
Bevor er The Police gründete, hatte Sting als Englischlehrer gearbeitet. 1993 sagte er über das Lied:

„Ich war Lehrer, aber ich hatte nie eine Beziehung mit einer Schülerin, das hätte ich nicht gewollt. Man muss bedenken, dass wir damals blonde Sexbomben waren und die meisten unserer Fans junge Mädchen waren, also habe ich angefangen, ein bisschen Rollenspiele zu machen. Das wollen wir nutzen. Und es hat wirklich funktioniert. Die Single verkaufte sich in Großbritannien eine Million Mal. Eine Million. Stellen Sie sich das mal vor.“

### Komposition
Wie bei vielen Police-Liedern sind die Strophen eher dezent und der Refrain lauter. Das Lied hat zudem einen leichten Reggae-Einschlag.
Das Stück verwendet in der Mitte des Liedes einen Gitarrensynthesizer, der von Gitarrist Andy Summers eingesetzt wurde. Summers sagte: „Nachdem Sting den Gesang auf ‘Don’t Stand So Close To Me’ gesetzt hatte, suchten wir nach etwas, das die Mitte des Titels variieren sollte. Ich kam mit einem Gitarrensynthesizer an. Es war das erste Mal, dass wir ihn eingesetzt haben. Ich fand, dass es gut funktioniert hat.“

## Rezeption
Bei den Grammy Awards 1982 gewann das Lied in der Kategorie „Best Rock Performance by a Duo or Group with Vocal“.

## Kommerzieller Erfolg

### Chartplatzierungen
Don’t Stand So Close to Me avancierte für The Police, nach Message in a Bottle (1979) und Walking on the Moon (1979), zum dritten Nummer-eins-Hit im Vereinigten Königreich. Darüber hinaus erreichte es Top-10-Platzierungen in Neuseeland (Rang 2), den Niederlanden (Rang 3), Belgien-Flandern (Rang 8), Norwegen (Rang 9) und den Vereinigten Staaten (Rang 10).
| ChartsChartplatzierungen       | Höchstplatzierung | Wochen |
| ------------------------------ | ----------------- | ------ |
| Deutschland (GfK)              | 23 (18 Wo.)       | 18     |
| Vereinigte Staaten (Billboard) | 10 (18 Wo.)       | 18     |
| Vereinigtes Königreich (OCC)   | 1 (10 Wo.)        | 10     |

| ChartsJahrescharts (1980)    | Platzierung |
| ---------------------------- | ----------- |
| Vereinigtes Königreich (OCC) | 1           |

| ChartsJahrescharts (1981)      | Platzierung |
| ------------------------------ | ----------- |
| Vereinigte Staaten (Billboard) | 71          |

### Auszeichnungen für Musikverkäufe
| Land/Region                  | Auszeichnungen für Musikverkäufe (Land/Region, Auszeichnung, Verkäufe) | Verkäufe |
| ---------------------------- | ---------------------------------------------------------------------- | -------- |
| Neuseeland (RMNZ)            | Platin                                                                 | 30.000   |
| Vereinigtes Königreich (BPI) | Gold                                                                   | 500.000  |
| Insgesamt                    | 1× Gold · 1× Platin ·                                                  | 530.000  |

Hauptartikel: The Police/Auszeichnungen für Musikverkäufe